# Chellala (distrito)
Chellala é um distrito localizado na província de El Bayadh, Argélia, e cuja capital é a cidade de mesmo nome, Chellala. A população total do distrito era de 5 883 habitantes, em 2008.[carece de fontes?]

## Municípios
O distrito está dividido em dois municípios:
- Chellala
- El Maharra